# Stephanie Hsu
Stephanie Ann Hsu (Torrance, 25 de novembro de 1990) é uma atriz estadunidense. Ela iniciou sua carreira nos papéis teatrais de Christine Canigula em Be More Chill e Karen the Computer em SpongeBob SquarePants, atuando nas temporadas da Broadway de ambos. Nas telas, teve um papel recorrente em The Marvelous Mrs. Maisel antes de estrelar o filme Everything Everywhere All at Once (2022) como Joy Wang / Jobu Tupaki, pelo qual recebeu uma indicação ao Oscar de melhor atriz coadjuvante em 2023.

## Biografia
Hsu nasceu de uma mãe solteira em Torrance, Califórnia. Sua avó materna se mudou da China para Taiwan para escapar da guerra. Quando adolescente, a mãe de Hsu mudou-se para os Estados Unidos em busca de uma educação melhor. Hsu frequentou a Palos Verdes Peninsula High School. Ela se mudou para o Brooklyn para estudar teatro e se formou na NYU Tisch School of the Arts em 2012. Ela também estudou com a Atlantic Theatre Company.

## Filmografia

### Cinema
| Ano  | Título                                    | Papel                  |
| ---- | ----------------------------------------- | ---------------------- |
| 2010 | The Four-Faced Liar                       | Patron                 |
| 2018 | Set It Up                                 | Assistente             |
| 2020 | Asking for It                             | Jenny                  |
| 2021 | Shang-Chi and the Legend of the Ten Rings | Soo                    |
| 2022 | Everything Everywhere All at Once         | Joy Wang / Jobu Tupaki |
| 2023 | Joy Ride                                  | Kat                    |

### Televisão
| Ano          | Título                        | Papel         | Notas                             |
| ------------ | ----------------------------- | ------------- | --------------------------------- |
| 2013–2015    | Girl Code                     | Ela mesma     | 56 episódios                      |
| 2016         | Unbreakable Kimmy Schmidt     | Protester     | Episódio: "Kimmy Goes to a Play!" |
| 2016–2018    | The Path                      | Joy Armstrong | Papel recorrente                  |
| 2019–present | The Marvelous Mrs. Maisel     | Mei Lin       | Papel recorrente                  |
| 2020–2021    | Awkwafina Is Nora from Queens | Shu Shu       | 2 episódios                       |

## Teatro
| Ano       | Título                            | Papel              | Notas                                                                               |
| --------- | --------------------------------- | ------------------ | ----------------------------------------------------------------------------------- |
| 2011      | Carnival Round the Central Figure |                    | IRT Theater, New York                                                               |
| 2013      | BYUIOO                            | Bagheera           | The Gym at Judson, New York                                                         |
| 2014      | Fast Company                      | Blue               | Ensemble Studio Theatre, New York                                                   |
| 2015–2019 | Be More Chill                     | Christine Canigula | Two River Theater, Red Bank Signature Center, Off-Broadway Lyceum Theatre, Broadway |
| 2016–2017 | SpongeBob SquarePants             | Karen              | Chicago Broadway                                                                    |